# 布里奇頓 (緬因州)
布里奇頓（英語：Bridgton）是一個位於美國緬因州坎伯蘭縣的市鎮。

## 人口
根據2020年美國人口普查的數據，布里奇頓的面積為166.38平方千米，當中陸地面積為147.09平方千米，而水域面積為19.29平方千米。當地共有人口5418人，而人口密度為每平方千米33人。